# Noël Vantyghem
Noël Vantyghem (Ieper, 9 oktober 1947 - De Panne, 10 juni 1994) was een Belgisch wielrenner.
Zijn grootste overwinning boekte Vantyghem in 1972 toen hij de wielerklassieker Parijs-Tours op zijn naam schreef. Dit bracht hem tot de legendarische uitspraak: 

Samen met Eddy Merckx won ik alle klassiekers die er te winnen waren. Ik Parijs-Tours en hij al de rest.

Na zijn actieve wielerloopbaan is Vantyghem jarenlang mecanicien geweest in verschillende ploegen van Walter Godefroot.

## Belangrijkste overwinningen
1964
- Erelijst Criterium van de Westhoek

1968
- Belgisch kampioen op de weg, Amateurs

1969
- Gullegem Koerse

1970
- GP Fourmies
- GP Raf Jonckheere

1971
- 2e etappe Ronde van Indre en Loire

1972
- Parijs-Tours
- 2e etappe Vierdaagse van Duinkerke
- Schaal Sels
- GP Raf Jonckheere

1973
- Nokere Koerse

## Resultaten in voornaamste wedstrijden
| Jaar | Ronde van Italië | Ronde van Frankrijk | Ronde van Spanje |
| ---- | ---------------- | ------------------- | ---------------- |
| 1969 |                  |                     | opgave           |
| 1970 |                  |                     |                  |
| 1971 |                  |                     |                  |
| 1972 |                  |                     |                  |
| 1973 |                  |                     |                  |

| Jaar | Gent-Wevelgem | Ronde van Vlaanderen | Parijs-Tours | Omloop Het Volk | Dwars door Vlaanderen |  | Wereldranglijsten |
| ---- | ------------- | -------------------- | ------------ | --------------- | --------------------- |  | ----------------- |
| 1969 | 51e           |                      |              |                 |                       |  |                   |
| 1970 | 31e           |                      |              |                 |                       |  |                   |
| 1971 |               | 56e                  | 12e          | Brons           |                       |  |                   |
| 1972 | 60e           |                      | Goud         | 9e              | Zilver                |  | 14e (SPP)         |
| 1973 |               |                      |              | 4e              |                       |  |                   |